# Bur Nulih
Bur Nulih är ett berg i Indonesien.   Det ligger i provinsen Aceh, i den västra delen av landet, 1 500 km nordväst om huvudstaden Jakarta. Toppen på Bur Nulih är 1 220 meter över havet.
Terrängen runt Bur Nulih är kuperad österut, men västerut är den bergig. Terrängen runt Bur Nulih sluttar norrut. Trakten runt Bur Nulih är nära nog obefolkad, med mindre än två invånare per kvadratkilometer. I omgivningarna runt Bur Nulih växer i huvudsak städsegrön lövskog.